# Замостище (Полтавская область)
Замостище (укр. Замостище) — село,
Пирятинский городской совет,
Пирятинский район,
Полтавская область,
Украина.
Код КОАТУУ — 5323810103. Население по переписи 2001 года составляло 231 человек.

## Географическое положение
Село Замостище находится на правом берегу реки Удай,
выше по течению на расстоянии в 2 км расположено село Калинов Мост,
ниже по течению на расстоянии в 1,5 км расположен город Пирятин,
на противоположном берегу — сёла Каплинцы и Харьковцы.
Река в этом месте извилистая, образует лиманы, старицы и заболоченные озёра.

## Экономика
- ЧП «Лан».